# Dinotopia (televisieserie)
Dinotopia, ook wel bekend als Dinotopia: The Series, is een Amerikaanse televisieserie gebaseerd op het gelijknamige fictieve eiland bedacht door James Gurney.

## Achtergrond
De serie is een spin-off van de Dinotopia miniserie uit 2002. Geen van de acteurs uit de miniserie werkte mee aan de televisierserie.
De serie was minder populair dan producers hoopten. Al na 1 seizoen van 13 afleveringen werd de serie stopgezet. Slechts 5 afleveringen werden uitgezonden in de Verenigde Staten. Het jaar erop werd de volledig serie uitgezonden in Europa.
De serie werd deels geregisseerd door sciencefictionveteraan David Winning. De opnames vonden plaats bij Boedapest, Hongarije.

## Verhaal
De serie begint ongeveer een maand na het vliegtuigongeluk waarmee Frank Scott en zijn zonen Karl en David op Dinotopia belanden. De drie proberen nog altijd te wennen aan hun nieuwe omgeving. Ze krijgen echter te maken met een nieuwe vijand; de Outsiders, een groep mensen die zich hebben afgezonderd van de Dinotopiagemeenschap.

## Cast
- Erik von Detten ... Karl Scott (11 afleveringen, 2002-2003)
- Shiloh Strong ... David Scott (11 afleveringen, 2002-2003)
- Zoltan Papp ... Martino (11 afleveringen, 2002-2003)
- Omid Djalili ... Zipeau (10 afleveringen, 2002-2003)
- Sophie Ward ... Rosemary (9 afleveringen, 2002-2003)
- Lisa Zane ... Le Sage (8 afleveringen, 2002-2003)
- Michael Brandon ... Frank Scott (7 afleveringen, 2002-2003)
- Jonathan Hyde ... Mayor Waldo (7 afleveringen, 2002-2003)
- Zoltán Seress ... Quint (7 afleveringen, 2002-2003)
- Georgina Rylance ... Marion (5 afleveringen, 2002-2003)
- Sian Brooke ... Krista (5 afleveringen, 2002-2003)

## Prijzen
Ondanks de korte duur ontving de serie wel 6 prijzen.
In 2003 won de serie op het Columbus International Film & Video Festival zowel de “Bronze Plaque Award” als de “Honorable Mention”. Datzelfde jaar won de serie op het WorldFest Houston de “Bronze Award” en de “Silver Award”, en won de serie de Leo Award. De serie werd genomineerd voor een VES Award, maar won die niet.
In 2004 won de serie de “Bronze Medal” op het New York Festivals.

## Afleveringen
1. Marooned (1)
2. Making Good (2)
3. Handful of Dust
4. Contact
5. The Matriarch
6. The Big Fight
7. Night of the Wartosa
8. LeSage
9. Car Wars
10. Lost and Found
11. The Cure (1)
12. The Cure (2)
13. Crossroads